# Síndrome de Axenfeld-Rieger

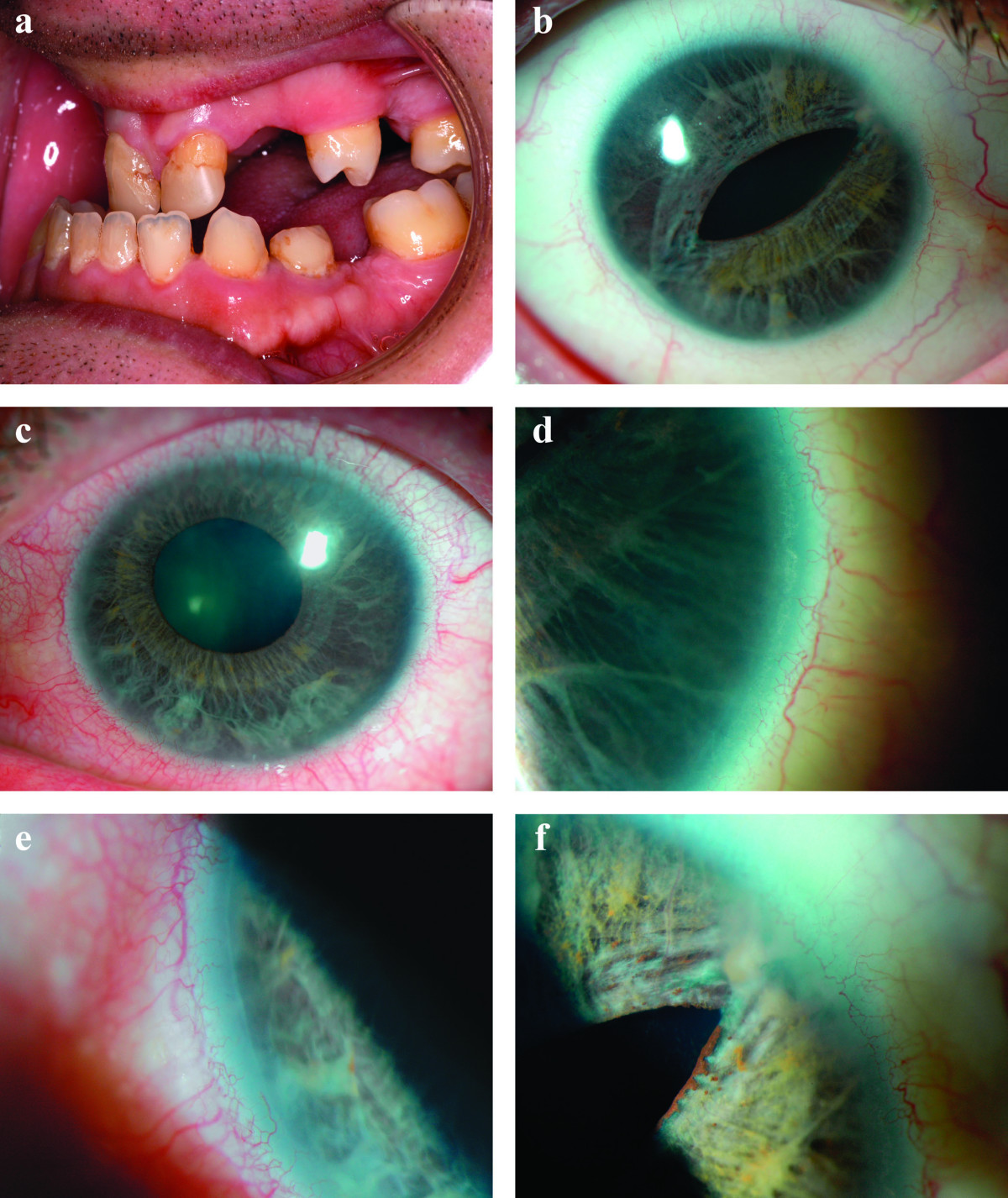
a) Microdontia e hipodontia. b) Pupila fendida e atrofia da íris no olho direito. c) Corectopia com atrofia da íris no olho esquerdo. d) Olho direito do embriotoxônio posterior. e) Embriotoxônio posterior do olho esquerdo. f) Ampla sinéquia anterior periférica do olho direito

A síndrome de Axenfeld-Rieger é uma rara doença autossômica dominante, que afeta o desenvolvimento dos dentes, olhos e região abdominal.
Sua ocorrência estimada é de um caso a cada duzentos mil indivíduos. A disgenesia do segmento anterior dos olhos é o que define a doença, que pode ser detectada na criança desde os instantes pós-parto, e pode estar associada a problemas extraoculares, tais como dismorfismo do crânio e anomalias no maxilar e na face, bem como dos dentes e, em menor número, a problemas cardíacos ou da hipófise.